# Frits Bernard
Frits Bernard (* 28. August 1920 in Rotterdam; † 23. Mai 2006 in Rotterdam) war ein niederländischer Psychologe und Sexualwissenschaftler. Er war ein Verfechter der Rechte von Homosexuellen und Lobbyist für Pädophilie. Er galt als einer der „unbestrittenen Stars der Pädophilenbewegung“ und war maßgeblich am Aufbau von Strukturen dieser Bewegung beteiligt. Er repräsentierte nach Einschätzung des Göttinger Instituts für Demokratieforschung den „Typus des wissenschaftlichen Aktivisten, der durch unzählige Publikationen und eigens durchgeführte, vermutlich manipulierte Studien bemüht war, die Anliegen der Emanzipation Pädosexueller argumentativ zu unterfüttern“.

## Schriften
- Costa Brava. Foerster Media, Frankfurt am Main 1979
- Pädophilie. Andreas Achenbach Verlag, Lollar 1979
  - 3., erweiterte Auflage unter dem Titel Kinderschänder? Foerster Media, Berlin 1982
- Verfolgte Minderheit. Foerster Media, Frankfurt am Main 1980

Beiträge
- Beitrag in Pädophilie heute – Berichte, Meinungen und Interviews zur sexuellen Befreiung des Kindes, 1980
- The Dutch Paedophile Emancipation Movement. In: Paidika: The Journal of Paedophilia, Band 1 Nr. 2 (Herbst 1987), S. 35–45 (online)